# Terellia cyanoides
Terellia cyanoides
 es una especie de insecto del género Terellia de la familia Tephritidae del orden Diptera. 
Valery Korneyev la describió científicamente por primera vez en el año 2003.